# Картофель в кулинарии

Разнообразие блюд из картофеля

Картофель — один из самых распространённых овощей. Его варят как очищенным, так и неочищенным («в мундире»), запекают, готовят на углях или на пару, тушат, жарят во фритюре (см. картофель фри) и без него (см. жареный картофель). Картофель используется как в простых, так и в изысканных блюдах. Картофель используется для приготовления супов, основных блюд, закусок вроде чипсов, дижестивов и даже десертов.
Традиционно в кулинарии используются свежие клубни, но в последнее время наблюдается рост доли консервированных и (химически) обработанных продуктов в западных странах.

## Питательная ценность
Содержание питательных веществ и витаминов картофеля в значительной степени зависит от способа приготовления. В частности, его энергетическая ценность, не очень большая по сравнению с другими крахмалсодержащими продуктами, может быть значительно повышена, если его готовить с добавлением жиров. Содержание витаминов определяется, в первую очередь, способом тепловой обработки. Поэтому правильный выбор способа приготовления является непременным условием приготовления питательного и вкусного блюда из картофеля.
| Способ приготовления    | Энергетическая ценность kcal | Вода g | Углеводы g | Жиры g | Белки g |
| ----------------------- | ---------------------------- | ------ | ---------- | ------ | ------- |
| Сырой                   | 80                           | 78,0   | 18,5       | 0,1    | 2,1     |
| Отваренный мундире      | 76                           | 79,8   | 18,5       | 0,1    | 2,1     |
| Отваренный без кожицы   | 72                           | 81,4   | 16,8       | 0,1    | 1,7     |
| запечённый(до корочки?) | 99                           | 73,3   | 22,9       | 0,1    | 2,5     |
| Пюре                    | 106                          | 78,4   | 15,2       | 4,7    | 1,8     |
| обжаренный              | 157                          | 64,3   | 27,3       | 4,8    | 2,8     |
| во фритюре              | 264                          | 45,9   | 36,7       | 12,1   | 4,1     |
| Чипсы                   | 551                          | 2,3    | 49,7       | 37,9   | 5,8     |

В сыром картофеле крахмал содержится в форме, устойчивой к пищеварительным ферментам. Под действием температуры порядка 50 °C амилоза набухает и приводит к разрыву зёрен крахмала, делая их менее устойчивым к ферментам. При повторном охлаждении (например, для приготовления салата) доля устойчивого крахмала возрастает.
Энергетическая ценность ста граммов отваренного в мундире картофеля составляет 76 килокалорий, что равноценно аналогичному количеству кукурузной каши, банану, но проигрывает равному количеству сухой фасоли (115), макаронным изделиям (132), рису (135) и хлебу (278). Энергетическая ценность картофеля, приготовленного в жире многократно возрастает (до 7 раз для чипсов). Причиной подобного явления является впитывание картофелем жиров, а также частичная потеря воды.
Приготовление в воде приводит к потере водорастворимых веществ, в частности витамина C, особенно при варке очищенного картофеля. При варке в течение 25-30 минут в кипящей воде, очищенный картофель теряет до 40 % витамина С, неочищенный — до 10 % (в последнем случае содержание витамина С составляет 13 мг на 100 г картофеля). Другие способы приготовления ещё сильнее влияют на содержание витаминов группы B и С; пюре теряет до 80 %, приготовленное во фритюре блюдо — 60 % витамина С.
Продолжительная тепловая обработка в присутствии жира, в особенности во фритюре, может привести к образованию акриламида, известного канцерогена.
Гликемический индекс картофеля, распространенного в Северной Америке: для вареного картофеля, употребляемого в холодном виде — 56; жареный калифорнийский белый картофель — 72 ГИ; вареный красный картофель: 89. Людям, которые хотят свести к минимуму гликемический индекс, можно посоветовать предварительно готовить картофель и употреблять его в холодном или подогретом виде.

## Предварительная обработка
Большинство рецептов картофельных блюд требует предварительной очистки клубней. В кожице и глазках содержится алкалоид соланин. Чистка позволяет избавиться от него, а также от незрелых частей клубня. Чистка картофеля является трудоёмким процессом, что объясняет разнообразие различных инструментов для чистки и нарезки. Картофельные очистки также могут быть использованы в пищу, например для приготовления закусок, хотя обычно они просто выбрасываются.
Способ нарезки во многом определяется фантазией повара и размером клубней. Крупные клубни нарезают соломкой, кубиками, брусочками, стружкой; средние клубни — дольками, кружочками, стружкой, для точки бочоночком, а также приготовления отварного картофеля, картофельного пюре, картофельных котлет, зраз и запеканок. Считается, что форма нарезки влияет на вкус блюда.
Существует множество приспособлений для нарезки картофеля. Большое значение имеет материал. До широкого внедрения нержавеющей стали и пластмасс окисление ножа было серьёзной проблемой.

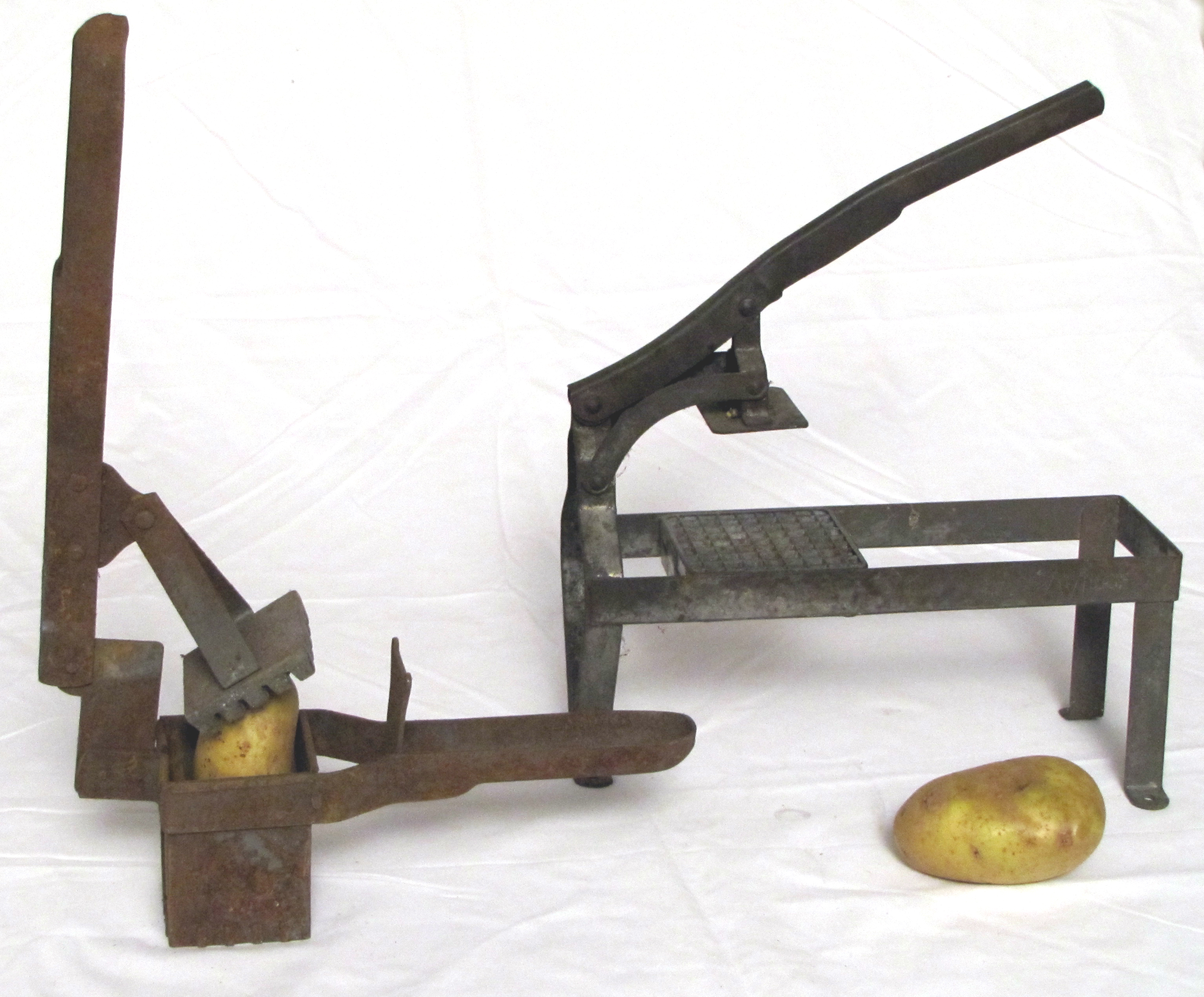
Старинное приспособление для нарезки клубней
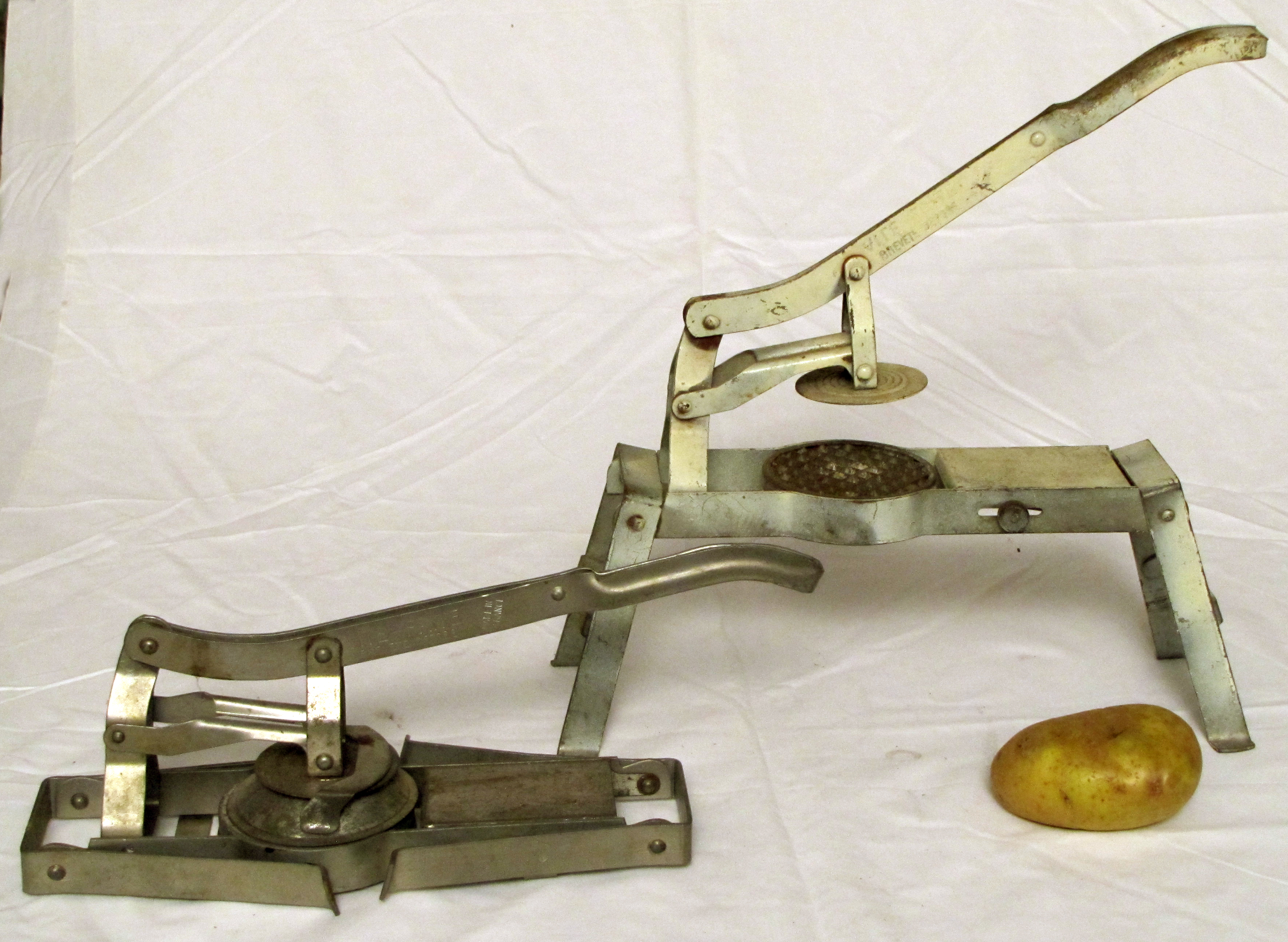
Приспособления для нарезки фритов в двух положениях
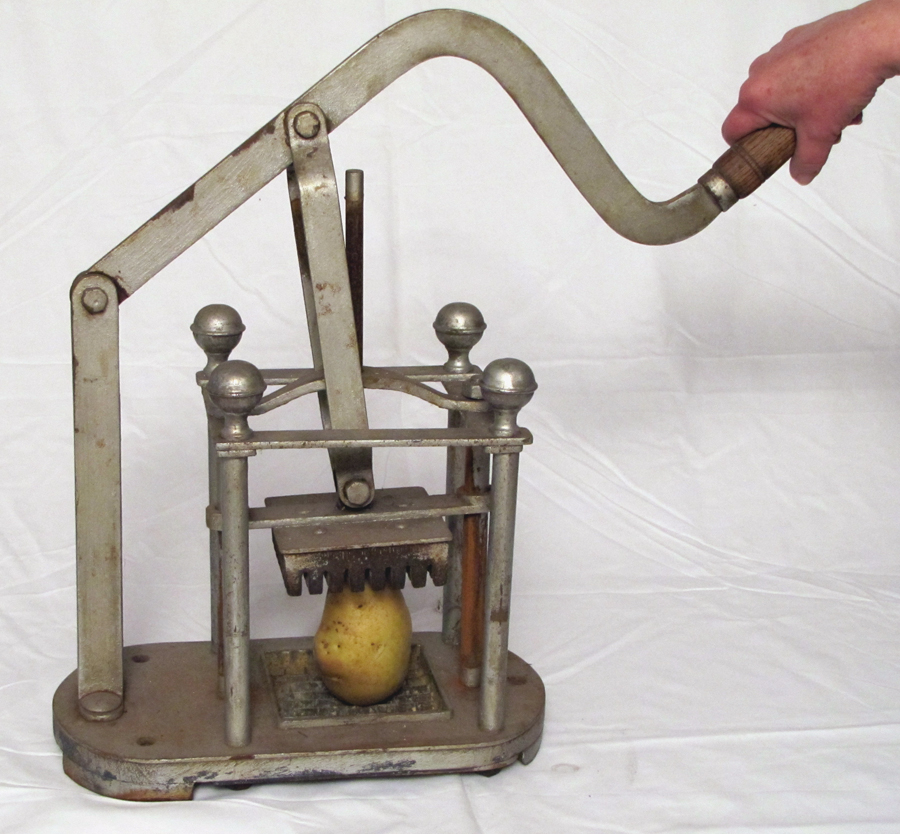
Промышленная модель
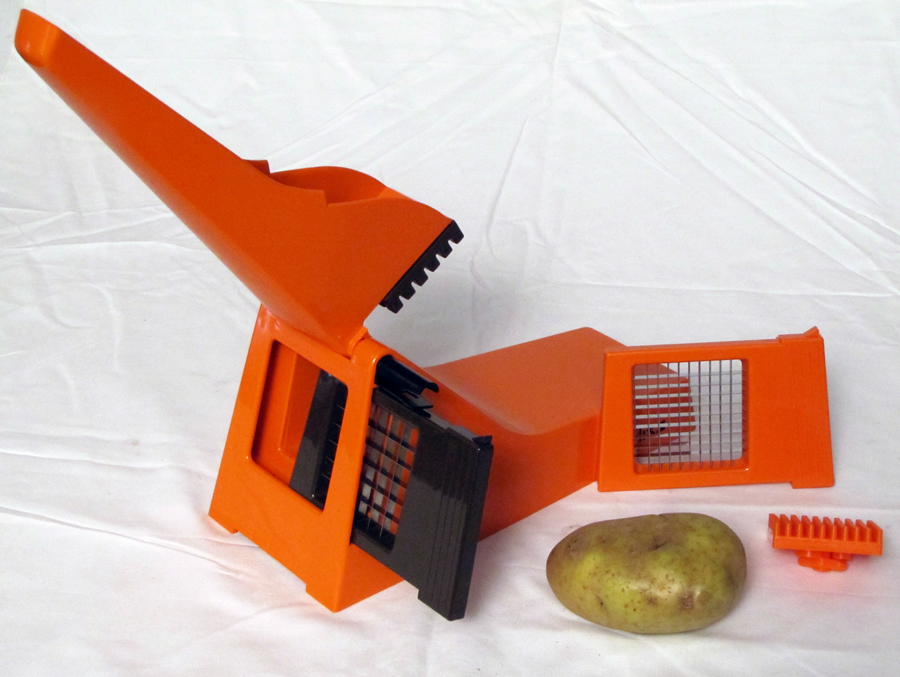
Модель 1960-х
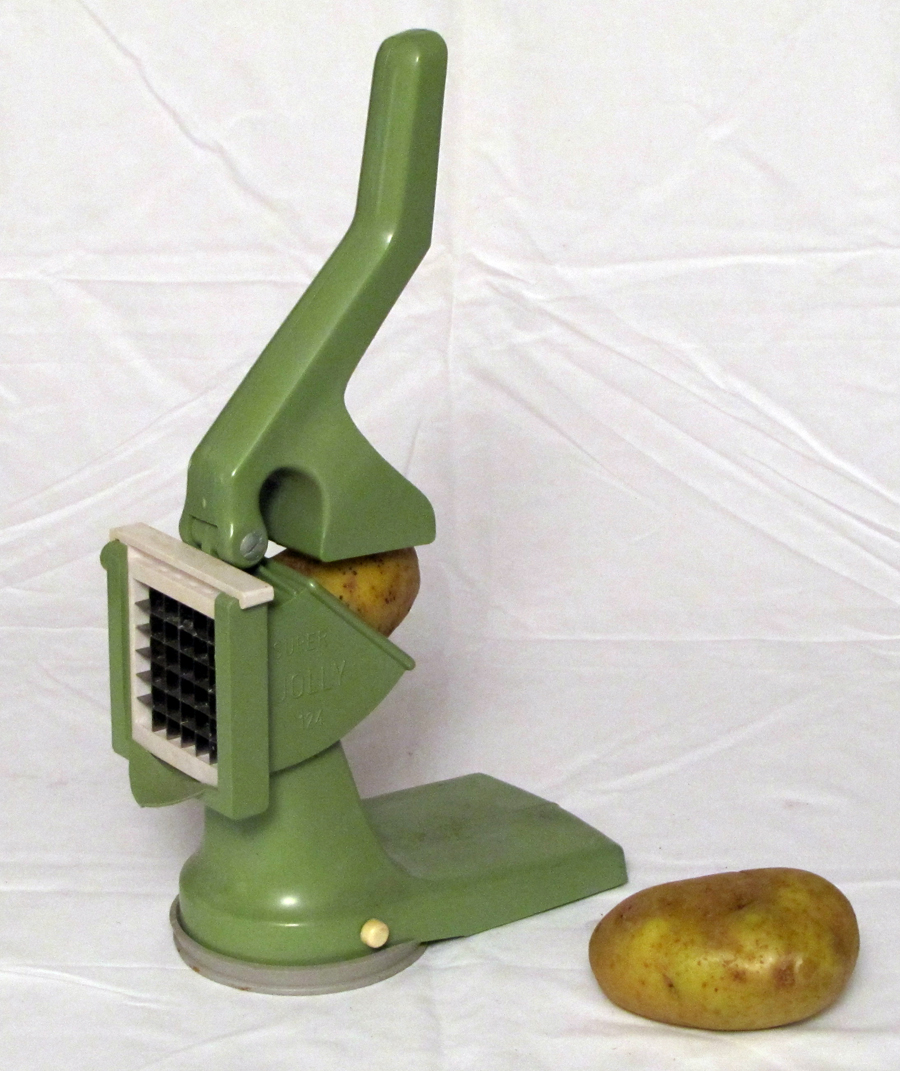
С присоской
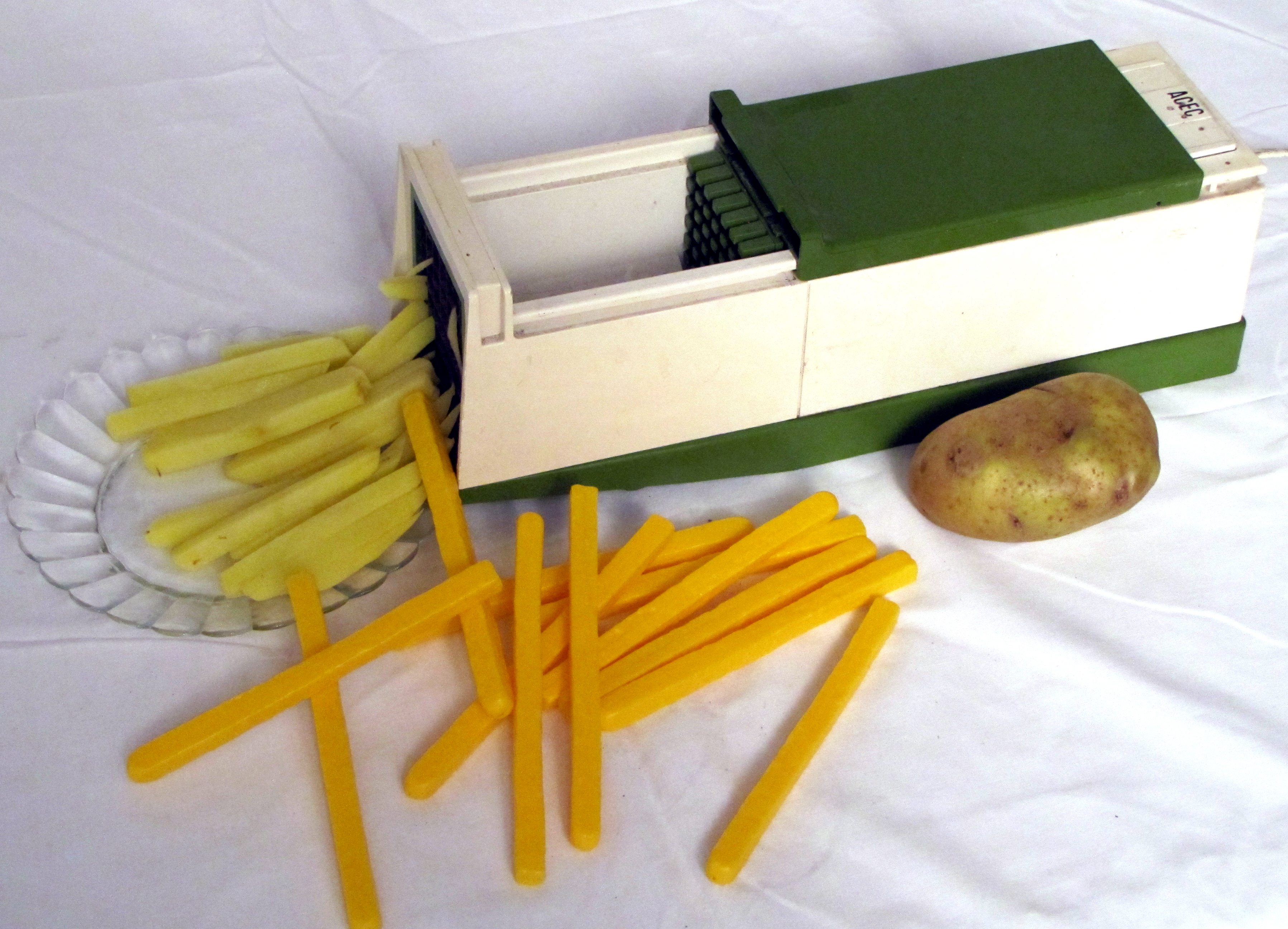
Электрическая модель